# Champions League de la OFC 2008-09
La Lliga de Campions de la OFC 2008-09 va començar a disputar-se l'1 de novembre del 2008. Participaren en aquest torneig 6 equips de 5 països: Nova Zelanda, Papua Nova Guinea, Fidji, Salomó i Vanuatu. Els equips es dividiran en dos grups de tres equips cadascun, juagant partits d'anada i tornada.
Els guanyadors de cada grup jugaran la final del torneig, i el guanyador jugarà el Campionat del Món de Clubs de futbol 2009 representant a Oceania i s'emportarà un premi d'un milió de dòlars.

## Fase de Grups

### Grup A
| Equip            | Pts | PJ | PG | PE | PP | GF | GC | DG  |
| ---------------- | --- | -- | -- | -- | -- | -- | -- | --- |
| Auckland City FC | 10  | 4  | 3  | 1  | 0  | 15 | 4  | +11 |
| Waitakere United | 7   | 4  | 2  | 1  | 1  | 9  | 7  | +2  |
| Port Vila Sharks | 0   | 4  | 0  | 0  | 4  | 3  | 16 | -13 |

| 1 de novembre de 2008  | Auckland City FC | 2:2 | Waitakere United |
| 22 de novembre de 2008 | Waitakere United | 3:0 | Port Vila Sharks |
| 13 de desembre de 2008 | Port Vila Sharks | 0:2 | Auckland City FC |
| 14 de febrer de 2009   | Auckland City FC | 8:1 | Port Vila Sharks |
| 7 de març de 2009      | Port Vila Sharks | 2:3 | Waitakere United |
| 28 de març de 2009     | Waitakere United | 1:3 | Auckland City FC |

### Grup B
| Equip         | Pts | PJ | PG | PE | PP | GF | GC | DG |
| ------------- | --- | -- | -- | -- | -- | -- | -- | -- |
| Koloale       | 7   | 4  | 2  | 1  | 1  | 4  | 2  | +2 |
| Hekari Souths | 6   | 4  | 2  | 0  | 2  | 6  | 6  | +0 |
| Ba FC         | 4   | 4  | 1  | 1  | 2  | 3  | 5  | -2 |

| 1 de novembre de 2008  | Ba FC         | 0:0 | Koloale       |
| 22 de novembre de 2008 | Koloale       | 3:1 | Hekari Souths |
| 13 de desembre de 2008 | Hekari Souths | 1:2 | Ba FC         |
| 14 de febrer de 2009   | Ba FC         | 1:3 | Hekari Souths |
| 7 de març de 2009      | Hekari Souths | 1:0 | Koloale       |
| 28 de març de 2009     | Koloale       | 1:0 | Ba FC         |

## Final
| 25 d'abril de 2009 |           |                  |                       |
| Koloale            | 2-7 (1-3) | Auckland City FC | Lawson Tama (Honiara) |
|                    |           |                  | Lawson Tama (Honiara) |

| 3 de maig de 2009 |           |         |                           |
| Auckland City FC  | 2-2 (0-1) | Koloale | Kiwitea Street (Auckland) |
|                   |           |         | Kiwitea Street (Auckland) |

| Champions League de la OFC Guanyador de la 2008-09 |
| -------------------------------------------------- |
| Nova Zelanda                                       |
| Auckland City FC                                   |